# Grcsiste
Grcsiste (macedónul: Грчиште) település Észak-Macedóniában, a Délkeleti körzetben, a Valandovói járásban.

## Népesség
| Lakosok száma | 424  | 419  | 416  | 423  | 356  | 304  | 286  | 255  | 176  |
|               | 1948 | 1953 | 1961 | 1971 | 1981 | 1991 | 1994 | 2002 | 2021 |

- 1994-ben 285 lakosa volt.
- 2002-ben 255 lakosa volt, akik mindannyian macedónok.